# 阿瑟·尤斯塔斯
阿瑟·尤斯塔斯（英語：Arthur Eustace，1926年4月22日—2018年4月24日），新西兰男子田径运动员。他曾代表新西兰参加1950年和1954年大英帝国和英联邦运动会田径比赛，其中1950年大英帝国运动会获得一枚铜牌。